# Hoplitis haemi
Hoplitis haemi är en biart som beskrevs av Borek Tkalcu 2000. Hoplitis haemi ingår i släktet gnagbin, och familjen buksamlarbin. Inga underarter finns listade i Catalogue of Life.